# Zasiki varasi

Zasiki varasi szobrocska, Szakaiminató, Tottori prefektúra

A Zasiki varasi (japánul: 座敷童/座敷童子 | zashiki warashi) a japán folklór egyik Ivate prefektúrából származó jószerencsét hozó, gyerek képében megjelenő jókaija. Hasonló az orosz folklórban megjelenő Domovoi-hoz.

## Megjelenés
A folklór szerint ahhoz, hogy a zasiki varasi-t otthonunkba csalogassuk, és ott is tartsuk, szükséges, hogy a szellemet figyelembe vegyük,  megbecsüljük, és megfelelően bánjunk vele, úgy ahogy azt a gyereknevelés megkívánja, ellenben a túl sok figyelem elűzheti őt a háztól. Gyermekies természetének köszönhetően hajmalos ártatlan csínytevések elkövetésére, ezzel bajt és bosszúságot okozva a ház lakóinak.  Előszeretettel üldögél például vendégek futonjain, babrál a lakók párnáival, illetve kagura zenéhez hasonló dallamot idéz elő olyan szobákban, amelyeket senki nem használ. Emberek előtti megjelenése a házban tartózkodók, vagy néha gyerekekre korlátozott.  Általában 5-6 éves piros arcú, rövidre vágott hajú kisgyerek formájába  jelenik meg. Lakóhelyéül lehetőleg nagyobb, jól rendezett házakat választ. Úgy tartják, a zasiki varasi beköltözésével jószerencsét hoz a házhoz, ellenben távozása a háztartás gyors hanyatlását vonja maga után.

## Etimológia
A jókai  elnevezése zasiki-re, általában tatami-s nappalira, és varasi-ra, különösen Északkelet-Japánban használatos gyerekre vonatkozó archaikus kifejezésre bontható.
A Kindaicsi-Onszenben található Rjókufúszó intézmény, amely 2009. Október 4-én porig égett, híres volt az ott tartózkodó zasiki varasiról. Zasiki varasihoz hasonló jókai-ok közé tartozik Isikava Prefektúrában található makuragaesi, Tokusima Prefektúrában található akasaguma vagy kura bokkó, valamint a Kotohira szentélyben élő  akasaguma.

## Előfordulás a popkultúrában
- xxxHolic  (manga, 2003–2010)
- Mononoke (anime, 2007)
- Nura: Rise of the Yokai Clan (manga, 2008, 2013)
- White Album (anime) (anime, 2009)
- Szajonara, Zecubó-szenszei (manga, 2005–2012)
- Kimi ni Todoke (manga, 2005–)
- Hell Teacher Nūbē (manga, 1993–1999)
- Ninja Sentai Kakuranger (televíziós sorozat, 1994–1995)
- Inu x Boku SS (anime, 2012)

## Fordítás
Ez a szócikk részben vagy egészben  a   Zashiki-Warashi című angol Wikipédia-szócikk ezen változatának fordításán alapul.  Az eredeti cikk szerkesztőit annak laptörténete sorolja fel. Ez a jelzés csupán a megfogalmazás eredetét és a szerzői jogokat jelzi, nem szolgál a cikkben szereplő információk forrásmegjelöléseként.

## Külső hivatkozások
- On Zashiki Warashi
- The Last of the Zashiki Warashi
- The Story of the Zashiki Warashi no geta Archiválva 2017. december 22-i dátummal a Wayback Machine-ben
- Zashiki Warashi
- Home of a zashiki warashi